# Dreigliedriger Daumen-Polysyndaktylie-Syndrom
Das Dreigliedriger Daumen-Polysyndaktylie-Syndrom ist ein angeborenes Fehlbildungssyndrom von Hand und Fuß mit einem fingerartig dreigliedrigem Daumen (Triphalangealer Daumen) und fakultativ zusätzlicher Doppelung von Daumenelementen.
Synonyme sind: Präaxiale Polydaktylie Typ 2; Polydaktylie des triphalangealen Daumens
Es besteht eine Assoziation mit dem Holt-Oram-Syndrom und der Fanconi-Anämie.

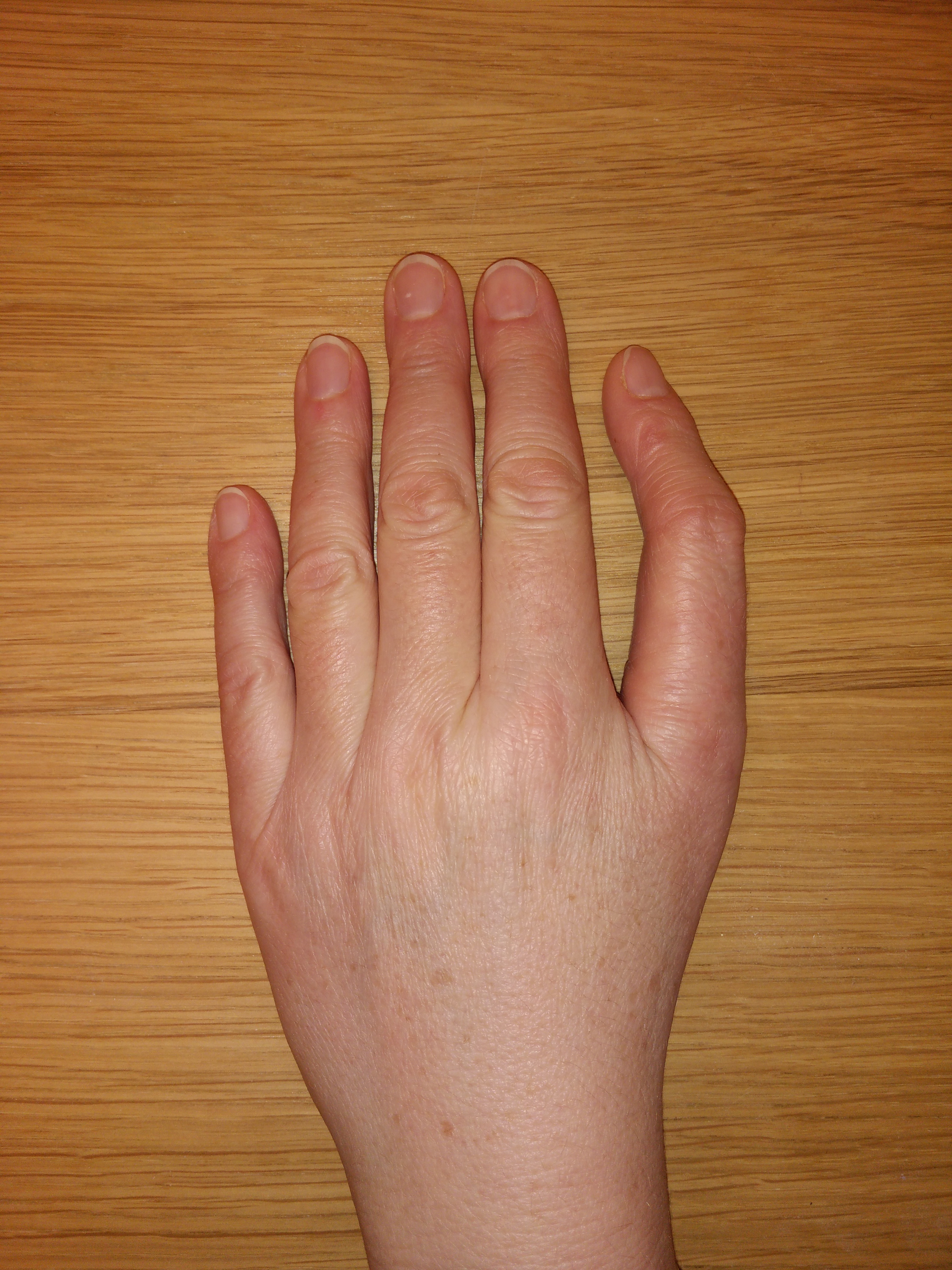
Daumen wie die anderen Finger aufgebaut

## Verbreitung
Die Häufigkeit wird mit unter 1 zu 1.000.000 angegeben, die Vererbung erfolgt autosomal-dominant mit vollständiger Penetranz und variabler Expressivität.

## Ursache
Der Erkrankung liegen Mutationen im LMBR1-Gen im Chromosom 7 an Genort q36.3 zugrunde.

## Klinische Erscheinungen
Neben dem dreigliedrigen, normal funktionsfähigen Daumen findet sich eine Polydaktylie, eventuell auch eine Syndaktylie. Gleichsinnige, weniger ausgeprägte Veränderungen können auch am Großzeh vorliegen.
Das Ausmaß kann innerhalb einer Familie variieren.